# Переломи кісток

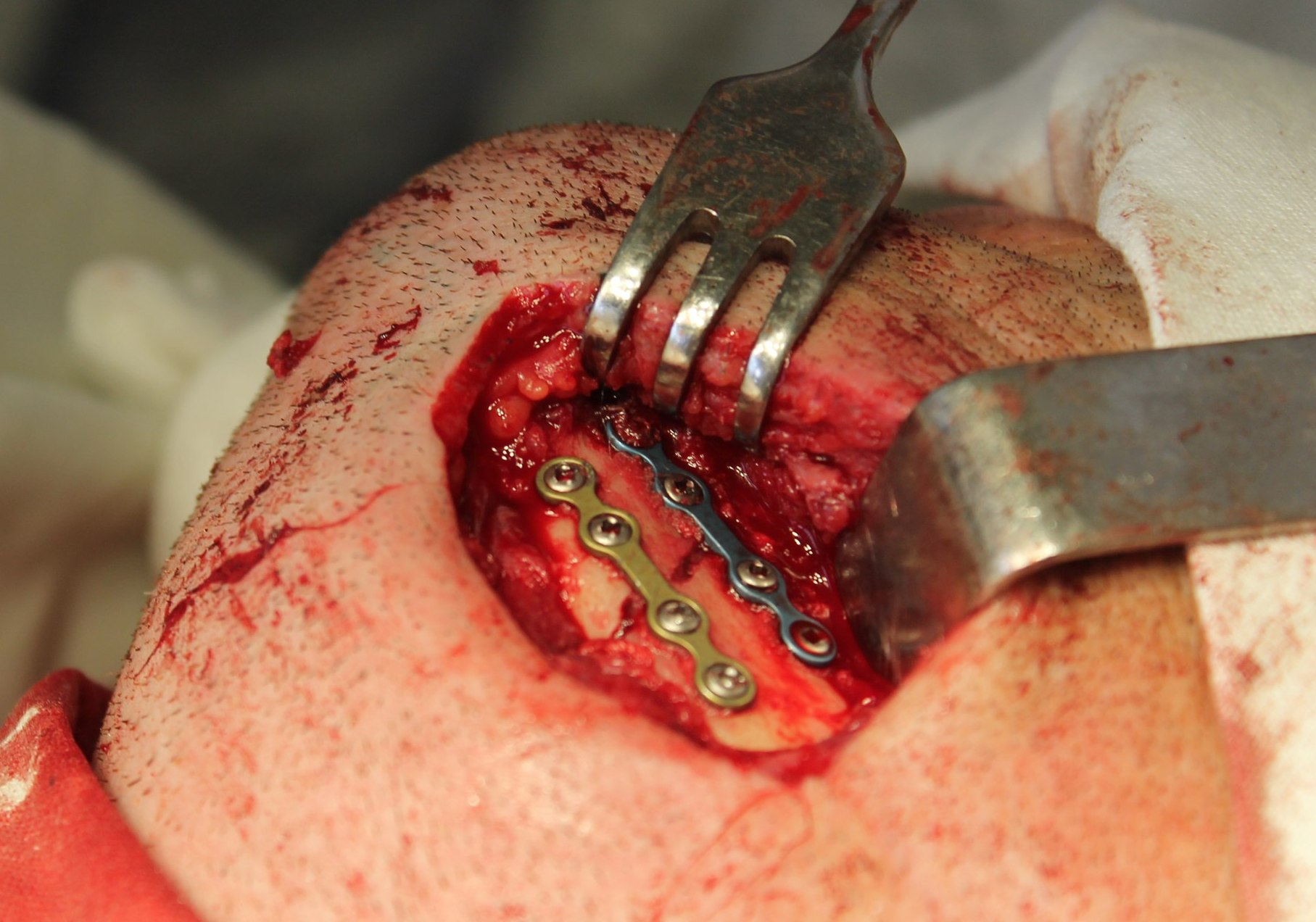
Хірургічне лікування перелому кута нижньої щелепи. Фіксація кісткових уламків пластинами. Принципи остеосинтезу — стабільність (нерухомість уламків, що створює умови для зрощення кісток) та функціональність.

Перело́м (лат. fractura) — часткове або повне порушення цілісності кістки, яке спричинює вплив на неї механічної сили: насильно або в результаті падіння, удару, а також внаслідок патологічного процесу, пухлини, запалення.

## Класифікація

### Класифікація за пошкодженням зовнішніх покривів тіла
- відкритий перелом (шкіра у ділянці перелому пошкоджена)
- закритий перелом (шкіра у ділянці перелому не пошкоджена)

### Класифікація за формою кісткових уламків
- поперечні
- косі
- гвинтоподібні
- скалкові
- роздроблені

### Класифікація за порушенням цілісності кістки
- повні
- неповні

### Класифікація за зміщенням
- зміщені, зміщені з «вколоченням»
- незміщені

### Класифікація за кількістю переломів
- одиночні
- множинні

## Діагностика
Є відносні і абсолютні ознаки перелому, відносні є орієнтовними, і дозволяють лише запідозрити травму цього типу. Абсолютні ознаки підтверджують факт перелому, і дозволяють відрізнити його від інших, схожих за клінічними ознаками травм.

### На місці травми
Основними ознаками перелому є:
- сильний біль
- набряк
- синець
- крепітація уламків (хрускіт)
- патологічна рухливість
- вкорочення сегмента

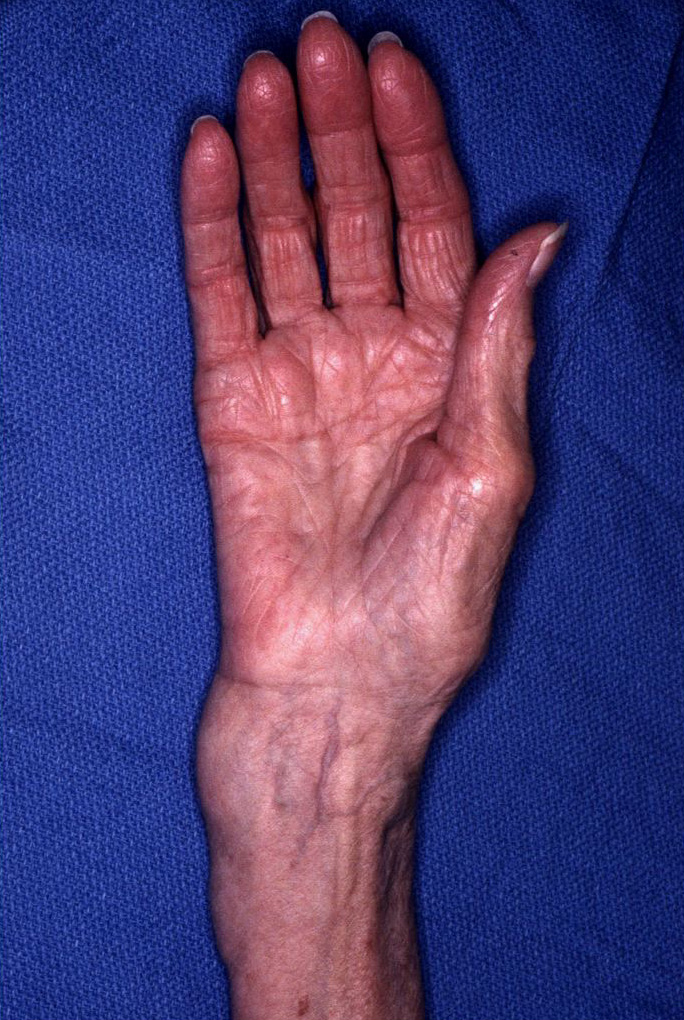
Зміна форми кінцівки при переломі променевої кістки.

- несправжній суглоб у віддаленому періоді
- деформація кістки (кінцівки)
- порушення функцій кістки (кінцівки)

### У стаціонарі
Діагноз встановлюють за допомогою рентгенологічного дослідження.

## Перша допомога при переломах
При всіх видах переломів повинна бути проведена транспортна іммобілізація (знерухомлення).
Фіксація проводиться готовими шинами або пов'язкою з використанням підручних матеріалів (палки, дошки тощо). Фіксація створює максимальний спокій ділянки перелому, що попереджує подальшу травматизацію м'яких тканин гострими уламками кісток та вторинне зміщення уламків, а також зменшує біль та, відповідно, можливість поглиблення больового шоку.
Транспортна шина повинна фіксувати не менше двох суглобів, поєднаних з місцем перелому (вище та нижче).
При переломі плечової та стегнової кісток потрібна фіксація трьох суглобів (променевозап'ястковий суглоб при переломі плеча, гомілковий — при переломі гомілки). При транспортуванні постраждалому стараються ввести наркотичні анальгетики(наприклад: морфін).
При відкритих переломах під час транспортної іммобілізації вправлення кісток не проводять. На рану накладають стерильну пов'язку. При артеріальній кровотечі накладають джгут, зазвичай Есмарха або турнікет.

## Лікування
У лікувальному закладі після обстеження постраждалого приймають рішення про подальше лікування. Найчастіше проводять репозицію (співставлення та відновлення фізіологічного положення) уламків, а потім накладають відповідний тип гіпсової пов'язки (наприклад: лонгету). Для лікування переломів застосовують різні лікувальні методи: шинні та гіпсові пов'язки, скелетне витягування, оперативне лікування за допомогою різних видів імплантів швів, цвяхів, гвинтів, пластинок. Хірургічним лікуванням переломів є остеосинтез. Остеосинтез виконують за допомогою металевих пластин (металоостеосинтез), стрижнів, апаратів зовнішньої фіксації, або спиць та серкляжів (репозиційний).
При відкритому переломі проводять первинну хірургічну обробку та лікування рани. Вводять протиправцеву сироватку, антимікробні препарати.

### Зростання кісток
Зламана кістка починає процес відновлення одразу після перелому.
Через 2-9 тижні, за новими кровоносними судинами починає надходити кальцій до проблемної ділянки, що сприятливо впливає на кісткову тканину. Цей процес — закостеніння (утворення наросту з кісткової тканини), з'єднує зламані елементи кістки. Кістка вважається загоєною, по проходженню всіх етапів, і стає міцною. Хоча пошкоджену ділянку можна звільнити від гіпсу, для остаточного одужання необхідно близько року.
Щоб кістки швидше зрослися, необхідно точно дотримуватися вказівок фахівця і дотримуватися обережності, в іншому випадку, може порушити процес загоєння. Це може сприяти неправильному зростанню кістки, поряд з погано проведеною операцією зі складання уламків і непрофесійних консультацій фахівця.
Зростання перелому проходить три головні стадії.

#### Утворення згустку
Спочатку кров збирається в кінцях зламаної кістки, утворюючи в'язку масу у вигляді згустку. Зі згустку утворюються волокна, які стають основою для наростання нової кісткової тканини.

#### Заповнення згустку
Незабаром клітини, які загоюють кістки — остеокласти і остеобласти, — заповнюють згусток. Остеокласти починають згладжувати зазубрені краї кістки, а остеобласти заповнюють проміжок між її кінцями. Через кілька днів з цих клітин формується гранулярний міст, який зв'язує кінці кістки.

#### Формування кісткового мозолю
Через 6-10 днів після перелому гранулярний міст з клітин стає кістковою масою, яка називається мозолем. Вона крихка і при різкому русі може зламатися. Ось чому зламана кістка під час загоєння повинна бути нерухомою. Пізніше мозоль перетворюється на тверду кістку.